# 冰剣の魔術師が世界を統べる
『冰剣の魔術師が世界を統べる〜世界最強の魔術師である少年は、魔術学院に入学する〜』（ひょうけんのまじゅつしがせかいをすべる せかいさいきょうのまじゅつしであるしょうねんは まじゅつがくいんににゅうがくする）は、御子柴奈々による日本のライトノベル作品。「小説家になろう」にて2019年10月25日より連載されており、2020年7月2日からは講談社ラノベ文庫（講談社）より刊行されている。イラストは梱枝りこ。
メディアミックスとして、佐々木宣人によるコミカライズが『マガジンポケット』（講談社）にて2020年6月24日より2024年1月31日まで連載。また2023年1月から3月までテレビアニメ『冰剣の魔術師が世界を統べる』が放送された。

## 登場人物
声の項はテレビアニメの声優。

### 主要人物
レイ＝ホワイト
声 - 榎木淳弥、釘宮理恵（幼少期・女装時）
本作の主人公。15歳。アーノルド魔術学院の新入生。学院始まって以来の一般家庭（オーディナリー）出身の生徒。当代の「冰剣の魔術師」。
短い黒髪と180cmの身長が特徴の少年。全体的に細身だが、鍛えられた筋肉の持ち主。
性格は生真面目。入学当初は常識に欠けている部分もあったが、アメリア達を通して『人間らしさ』を学び、グレイ戦以降はアルバートを含めた友人関係も深まっている。
大陸の東にある小さな村の出身だが、極東戦役に巻き込まれて戦争孤児となり、紆余曲折を経てリディアに引き取られた。
冰剣の魔術師に戻ると、髪が青みがかった白髪となる。冰剣の魔術師としての本質は「減速」「固定」「還元」の3つ。極東戦役において魔術領域暴走（オーバーヒート）を引き起こしたため、現在はそれを自らの魔術で引き下げた状態で固定しているが、それでも長時間使用し続けると自分が凍ってしまうリスクを抱えている。
女装時はリリィー＝ホワイトと名乗っている。
アメリア＝ローズ
声 - 佐伯伊織
本作のヒロインの一人。アーノルド魔術学院の新入生。三大貴族の一つローズ家の令嬢だが「籠の中の鳥」と形容されるほどに当人は立場や居心地を良く感じてはいない。
アリアーヌとは幼なじみだが、とある事がキッカケで疎遠状態だった。
エリサ＝グリフィス
声 - 春村奈々
本作のヒロインの一人。レイと同じクラスになったハーフエルフの少女。
自分に自信が持てなかったがレイと出会い少しずつ自信を付けていく。
レベッカ＝ブラッドリィ
声 - 和氣あず未
本作のヒロインの一人。三大貴族、ブラッディ家令嬢でアーノルド魔術学院の生徒会長を務める3年生。
クラリス＝クリーヴランド
声 - 本渡楓
本作のヒロインの一人。アメリアにあこがれるツインテールの女生徒。原作では二章からの登場もアニメでは一話から出ている。

### ディオム魔術学園
アリアーヌ＝オルグレン
声 - 関根明良
三大貴族。ディオム魔術学園のトップ。アメリアとは幼なじみだがとある事がキッカケで疎遠状態だった。

### アーノルド王国
リディア＝エインズワース
声 - 種﨑敦美
先代「冰剣の魔術師」でレイの師匠。29歳。身長は173cm。レイに「『見た目は』天使と見間違うほど」と評される金髪碧眼の美人。髪は現在は肩にかかるぐらいのセミロングにしている。
かつてはアーノルド王国軍の実戦機動部隊に所属する軍人であり、極東戦役では「減速」と「固定」の魔術を主軸として活躍していた。最終戦での負傷により下半身が麻痺状態に陥ったため、軍を退役（最終的な階級は少佐）。現在は車椅子での生活を余儀なくされている。弟子のレイに対しては厳しく接するが実際にはかなり甘い。
現在は有名な魔術研究者。彼女のファンは「エインザー」と呼ばれる。
特殊な訓練方法である「エインズワート式ブートキャンプ」の発案者。
ハンターとしても凄腕で、「プラチナ」ランク保持者。
レイからの評価は「ゴリラ」。ただしこのことを言われると激怒する。
アビー＝ガーネット
声 - 森なな子
アーノルド魔術学院の学院長。29歳。「灼熱の魔術師」で世界七大魔術師の一人。
橙色の長髪を後ろで一つにまとめている。身長は172cm。目つきは少し鋭いものの、美人という範疇に収まる程度。リディアやレイとは逆に火属性の魔術を得意としており、その本質は「加速」。
かつてはアーノルド王国軍の実戦機動部隊に所属する軍人（最終的な階級は大佐）であり、リディアやキャロルとも当時からの付き合い。軍を退役後にアーノルド魔術学院の学院長に就任した。
キャロル＝キャロライン
声 - 内田真礼
「幻惑」の異名を持つ七大魔術師の一人。29歳。
騒動を起こしたヘレナ＝グレイディの後任として、アビーがアーノルド魔術学院の教師として赴任させた。
桃色の派手な髪が特徴で、それを綺麗にかつ緩やかに縦に巻いている。右目の下には泣きぼくろがある。身長は163cm。
元々はアーノルド王国軍に所属する軍人であり、実戦機動部隊をサポートする形で作戦司令部で活動していた。退役後は研究者として活動している。魔術師としての本質は「支配」。
魔術師としての実力は世界屈指だが、性格に難があり、他の魔術師や魔術協会には敬遠されている。リディアには「アホピンク」呼ばわりされるなどぞんざいな扱いを受けているが、仲が悪いわけではない。一方、アビーには頭が上がらない。レイにはその性格から苦手意識を持たれており、キャロル本人はそのことを気にしている。
エヴィ＝アームストロング
声 - 梅原裕一郎
筋トレ好き。レイの寮のルームメイト。筋肉バカだが細やかな気遣いが出来る。
環境調査部所属。軍人の父がいる。
アルバート＝アリウム
声 - 天﨑滉平
アーノルド魔術学院の生徒。血筋至上主義で主人公には大きな嫉妬心を抱きながらも努力を欠かさない真面目さがある。
とある事件以降和解し友人関係を築く。
ヘレナ＝グレイディ
声 - 大地葉
アーノルド魔術学院の教師。優生機関（ユーゼニクス）の一員。
レックス＝ヘイル
声 - 檜山修之
アーノルド魔術学院の生徒でレイ達の先輩。環境調査部の部長。
王国の諜報を担うヘイル家の出でカーラの弟。
ハンターとしても凄腕で「ゴールド」ランク保持者。
カーラ＝ヘイル
声 - 道井悠
リディアの世話係。車椅子生活を送るリディアの補佐を行う。
王国の諜報を担うヘイル家の出でレックスの姉。
メイド服がとてもよく似合う。
クロード＝ローズ
声 - 宮下栄治
三大貴族現当主であり、アメリアの父。
娘を思うがゆえに厳しく接してしまい、親子の間がぎくしゃくしている。
実は相当な親バカ。
マリア＝ブラッドリィ
声 - 青木志貴
レベッカの妹。リリィーに助けられて惚れ、アーノルド魔術学院に入ることを目指すことを誓うが、肝心のリリィーがレイの女装姿だとは気付いていない。
髪や肌が白く、目の赤いアルビノであったため周囲から迫害を受けた過去を持つ。
レベッカと比較され、劣等感を抱いている。
ブルーノ＝ブラッドリィ
声 - 松本忍
三大貴族現当主であり、レベッカとマリアの父。
レベッカについてある事に悩んでいる。
ブラッドリィ夫人
声 - 高岡香
レベッカとマリアの母。
ティアナ＝オルグレン
声 - 安齋由香里
アリアーヌの妹。
迷子で泣いているところを女装したレイに出会う。
フォルクハルト＝オルグレン
声 - 稲田徹
三大貴族現当主であり、アリアーヌとティアナの父。
クロードとは友人であり、友人同様親バカである。
ルーカス＝フォルスト
声 - 保志総一朗
「絶刀の魔術師」で世界七大魔術師の一人。
ヘンリック＝ファーレンハイト
声 - 大塚芳忠
かつてのアーノルド王国軍実働部隊隊長。
フロール＝コーレイン
声 - 行成とあ
かつてのアーノルド王国軍実働部隊参謀。女性。
ハワード＝ケネット
声 - 川原慶久
アーノルド王国軍実働部隊に所属していた軍人。極東戦役で戦死。レイの兄貴分。
デルク＝アームストロング
声 - 荻野晴朗
アーノルド王国軍実働部隊に所属する軍人だった。レイと同年代の息子がいる。
エヴァン＝ベルンシュタイン
声 - 阿部敦
レベッカと婚約したベルンシュタイン家の男性。「魔眼」収集家であり、レベッカと婚約したのはレベッカの魔眼を抉り出すためだった。
リーゼロッテと何らかの因縁があるらしい。
暴食（パラトロゴ）
声 - 荻野晴朗
エヴァンに同行する謎の男。
ディーナ＝セラ
声 - 藤村鼓乃美
アーノルド魔術学院の生徒で生徒会所属。
メガネをかけており、園芸部にも所属している。
ワンダ＝エーリカ
声 - 森千早都
アーノルド魔術学院の生徒。
ラキス＝シメルデ
声 - 古木のぞみ
アーノルド魔術学院の生徒。
ジェリル＝ユメマル
声 - 夏陽りんこ
アーノルド魔術学院の生徒。
クスエクス＝イグル
声 - 宮下栄治
アーノルド魔術学院の生徒。
ズィーナ＝シャック
声 - 内村史子
アーノルド魔術学院の生徒。
リーゼロッテ＝エーデン
声 - 白石晴香
七大魔術師が一人、虚構の魔術師。
エヴァンとは何らかの因縁があるようだ。
ステラ＝ホワイト
声 - 種﨑敦美
レイの義理の妹。リディアの姉の娘、つまり姪でもある。
田舎の森で巨大な魔物を単独で討伐できるぐらい強い。
ルナ＝エテル
売れっ子の作家。レイが読んでる小説の作者。
実はさる高名な魔術師であるという噂がある。

## 既刊一覧

### 小説
- 御子柴奈々（著）・梱枝りこ（イラスト） 『冰剣の魔術師が世界を統べる 世界最強の魔術師である少年は、魔術学院に入学する』 講談社〈講談社ラノベ文庫〉、既刊8巻（2023年12月1日現在）
  1. 2020年6月30日第1刷発行（7月2日発売[3]）、ISBN 978-4-06-519122-4
  2. 2020年10月29日第1刷発行（11月2日発売[10]）、ISBN 978-4-06-521330-8
  3. 2021年6月30日第1刷発行（7月2日発売[11]）、ISBN 978-4-06-523715-1
  4. 2021年11月30日第1刷発行（12月2日発売[12]）、ISBN 978-4-06-526059-3
  5. 2022年4月28日第1刷発行（5月2日発売[13]）、ISBN 978-4-06-527988-5
  6. 2022年10月3日発売[14]、ISBN 978-4-06-529631-8
  7. 2022年12月28日発売[15]、ISBN 978-4-06-530553-9
  8. 2023年12月1日発売[16]、ISBN 978-4-06-534087-5

### 漫画
- 御子柴奈々（原作）・梱枝りこ（キャラクター原案）・佐々木宣人（作画） 『冰剣の魔術師が世界を統べる 世界最強の魔術師である少年は、魔術学院に入学する』 講談社〈KCデラックス〉、全16巻
  1. 2020年11月9日第1刷発行（同日発売[17]）、ISBN 978-4-06-521300-1
  2. 2021年1月8日第1刷発行（同日発売[18]）、ISBN 978-4-06-522521-9
  3. 2021年4月9日第1刷発行（同日発売[19]）、ISBN 978-4-06-522876-0
  4. 2021年7月9日第1刷発行（同日発売[20]）、ISBN 978-4-06-524018-2
  5. 2021年9月9日第1刷発行（同日発売[21]）、ISBN 978-4-06-524826-3
  6. 2021年10月8日第1刷発行（同日発売[22]）、ISBN 978-4-06-525132-4
  7. 2022年1月7日第1刷発行（同日発売[23]）、ISBN 978-4-06-526593-2
  8. 2022年5月9日第1刷発行（同日発売[24]）、ISBN 978-4-06-526593-2
  9. 2022年7月8日第1刷発行（同日発売[25]）、ISBN 978-4-06-528384-4
  10. 2022年10月7日第1刷発行（同日発売[26]）、ISBN 978-4-06-529404-8
  11. 2023年1月6日第1刷発行（同日発売[27]）、ISBN 978-4-06-530333-7
  12. 2023年4月7日第1刷発行（同日発売[28]）、ISBN 978-4-06-531038-0
  13. 2023年8月8日第1刷発行（同日発売[29]）、ISBN 978-4-06-532597-1
  14. 2023年11月9日第1刷発行（同日発売[30]）、ISBN 978-4-06-533507-9
  15. 2024年2月8日第1刷発行（同日発売[31]）、ISBN 978-4-06-534170-4
  16. 2024年4月9日第1刷発行（同日発売[32]）、ISBN 978-4-06-535158-1

## テレビアニメ
2022年4月にテレビアニメ化が発表され、2023年1月から3月までTBSテレビほかにて放送された。クラウドハーツにとって、テレビアニメで初の元請制作となる。

### スタッフ
- 原作 - 御子柴奈々[5]
- キャラクター原案 - 梱枝りこ[5]
- 漫画 - 佐々木宣人[5]
- 監督・シリーズ構成・音響監督 - たかたまさひろ[5]
- キャラクターデザイン - 下島誠[5]
- サブキャラクターデザイン - 嵩本樹、王國年
- 総作画監督 - 下島誠、嵩本樹
- プロップ・モンスターデザイン - 岩永悦宜
- 美術監督 - 小島あゆみ
- 美術設定 - 奥村泰浩
- 色彩設計 - 中尾総子
- 2Dワークス - 矢崎宏幸
- 3D監督 - 江田恵一
- 撮影監督 - 内田奈津美
- 編集 - 神宮司由美
- 音楽 - 斎木達彦、田渕夏海[5]
- 音楽制作 - 日音
- 音楽制作プロデューサー - 水田大介
- プロデューサー - 田中潤一朗（TBS）、立花耕、高篠秀一、大和田智之、黒須信彦、澤畠康二、藍谷厚史
- アニメーションプロデューサー - 中谷諭史
- アニメーション制作統括 - 横浜アニメーションラボ[5]、大上裕真
- アニメーション制作 - クラウドハーツ[5]
- 製作 - 「冰剣の魔術師が世界を統べる」製作委員会（TBSテレビ、講談社、DMM.com、BS11、クランチロール、ポニーキャニオン、日音、日本ナレーション演技研究所）

### 主題歌
「Dystopia」
アーティスト - Sizuk、歌 - AYAME （from AliA）によるオープニングテーマ。作詞は藤林聖子、作曲は俊龍、編曲は神田ジョン。
「ラウドヘイラー」
内田真礼によるエンディングテーマ。作詞・作曲は渡辺翔、編曲は白戸佑輔。

### 各話リスト
| 話数   | サブタイトル                                       | 脚本           | 絵コンテ                | 演出           | 作画監督 | 総作画監督 | 初放送日      |
| ------ | -------------------------------------------------- | -------------- | ----------------------- | -------------- | --- | ---------- | ------------- |
| 第1話  | 世界最強の魔術師である少年は、魔術学院に入学する   | たかたまさひろ | たかたまさひろ          | 内堀雅人       | 下島誠 王國年 嵩本樹 橋本有加 川久保美冴 | 下島誠     | 2023年 1月6日 |
| 第2話  | 世界最強の魔術師である少年は、演習を開始する       | 長瀬貴弘       | 中津環                  | 中津環         | 相澤秀亮 橋本有加 | 嵩本樹     | 1月13日       |
| 第3話  | 世界最強の魔術師である少年は、休日を謳歌する       | 霜山航太郎     | 岩永大慈                | 横野光代       | 山﨑香 松永佳人 | 西田美弥子 | 1月20日       |
| 第4話  | 世界最強の魔術師である少年は、秘めた力を解放する   | 篠塚智子       | 内藤明吾                | Shin Jae ik    | Joung Eun joung Park Yoon ok Won Chang hee | 嵩本樹     | 1月27日       |
| 第5話  | 世界最強の魔術師である少年は、戦場で邂逅する       | たかたまさひろ | たかたまさひろ          | 武藤信宏       | 下島誠 王國年 相澤秀亮 橋本有加 川久保美冴 嵩本樹 武藤信宏 | -          | 2月3日        |
| 第6話  | 世界最強の魔術師である少年は、仮面を装着する       | 篠塚智子       | 井端義秀                | 井端義秀       | Kim Hye jeong Won Chang hee Chae Gwang han Joung Eun joung Oh Eun soo Ju Hyeong jong | 嵩本樹     | 2月10日       |
| 第7話  | 世界最強の魔術師である少女は、魔術学院に潜入する   | 長瀬貴弘       | 中津環                  | 井端義秀       | 下島誠 橋本有加 川久保美冴 limeros | 下島誠     | 2月17日       |
| 第8話  | 世界最強の魔術師である少年は、薔薇を鼓舞する       | 長瀬貴弘       | 井端義秀                | たかたまさひろ | Chae Gwang han Won Chang hee Kwon Oh sik 橋本有加 相澤秀亮 王國年 岡崎晃 Limeros Shiinamon Rven YuePants Cocomantot Jomz Jed Panulin Nigel Tuvera Mowamowa                                                       | 嵩本樹     | 2月24日       |
| 第9話  | 世界最強の魔術師である少年は、呪縛を解放する       | 篠塚智子       | 井端義秀                | 川部真也       | 相澤秀亮 王國年 橋本有加 川久保美冴 嵩本樹 岡崎滉 | -          | 3月3日        |
| 第10話 | 世界最強の魔術師である少年は、メイド喫茶を準備する | たかたまさひろ | 内藤明吾                | 虎高昇         | 虎高昇 西田美弥子 | 嵩本樹     | 3月10日       |
| 第11話 | 世界最強の魔術師である少年は、過去と共鳴する       | たかたまさひろ | 武藤信宏                | 武藤信宏       | 橋本有加 相澤秀亮 嵩本樹 川久保美冴 岡崎滉 武藤信宏 Cocomantot Jomz YuePants Barkarott Vann Oba Facu Escobedo Yinxelh Mixemirai                                                                                  | -          | 3月17日       |
| 第12話 | 世界最強の魔術師である少年は、真理世界を斬り啓く   | たかたまさひろ | たかたまさひろ 岩永大慈 | たかたまさひろ | 下島誠 嵩本樹 橋本有加 川久保美冴 岡崎滉 佐藤天昭 相澤秀亮 王國年 吉田南 ランドルト環 金正男 Doyoung KIM Flochiz 銀さん Madeline Cocomantot Limeros Jed Panulin Heisenberg Alexelle Lee YuePants Jomz スタジオCL | -          | 3月24日       |

### 放送局
| 放送期間               | 放送時間                     | 放送局         | 対象地域   | 備考                             |
| ---------------------- | ---------------------------- | -------------- | ---------- | -------------------------------- |
| 2023年1月6日 - 3月24日 | 金曜 1:28 - 1:58（木曜深夜） | TBSテレビ      | 関東広域圏 | 製作参加 / 字幕放送              |
|                        | 金曜 23:30 - 土曜 0:00       | BS11           | 日本全域   | 製作参加 / BS放送 / 『ANIME+』枠 |
| 2023年1月15日 -        | 日曜 1:30 - 2:00（土曜深夜） | TBSチャンネル1 | 日本全域   | CS放送 / リピート放送あり        |

| 配信開始日    | 配信時間                   | 配信サイト |
| ------------- | -------------------------- | --- |
| 2022年1月6日  | 金曜 2:00（木曜深夜） 更新 | DMM TV dアニメストア |
| 2022年1月11日 | 水曜 2:00（火曜深夜） 更新 | U-NEXT アニメ放題 ABEMA バンダイチャンネル Hulu FOD Amazon Prime Video ニコニコチャンネル GYAO! Amazonビデオ ビデオマーケット music.jp GYAO!ストア クランクイン！ビデオ |
| 2022年1月12日 | 木曜 0:00（水曜深夜） 更新 | TELASA J:COMオンデマンドメガパック milplus auスマートパスプレミアム ニコニコ生放送                                                                                      |
| 2022年1月13日 | 金曜 12:00 更新            | HAPPY!動画 |

| TBSテレビ 金曜 1:28 - 1:58（木曜深夜） | TBSテレビ 金曜 1:28 - 1:58（木曜深夜） | TBSテレビ 金曜 1:28 - 1:58（木曜深夜）              |
| 前番組                                 | 番組名                                 | 次番組                                              |
| -------------------------------------- | -------------------------------------- | --------------------------------------------------- |
| 地縛少年花子くん - ※再放送             | 冰剣の魔術師が世界を統べる             | 七つの大罪（第1クール） - ※毎日放送製作作品の再放送 |

### BD
| 巻  | 発売日        | 収録話         | 規格品番       | 規格品番  |
| 巻  | 発売日        | 収録話         | 初回生産限定版 | 通常版    |
| --- | ------------- | -------------- | -------------- | --------- |
| BOX | 2023年4月26日 | 第1話 - 第12話 | DMPXA-303      | DMPXA-302 |

### WEBラジオ
2022年12月23日にYouTubeチャンネルのTBS Animationとインターネットラジオステーションの音泉にて『アーノルド魔術学院広報部』を特番として配信後、レギュラー化が決まり、2023年1月4日から映像付きラジオ番組として毎週水曜に配信。